# Кабан (Ушће Роне)
Кабан (фр. Cabannes) насеље је и општина у Француској у региону Прованса-Алпи-Азурна обала, у департману Ушће Роне која припада префектури Арл.
По подацима из 2011. године у општини је живело 4341 становника, а густина насељености је износила 207,6 становника/km². Општина се простире на површини од 20,91 km². Налази се на средњој надморској висини од 50 метара (максималној 65 m, а минималној 42 m).

## Демографија
| 1962. | 1968. | 1975. | 1982. | 1990. | 1999. | 2011. |
| ----- | ----- | ----- | ----- | ----- | ----- | ----- |
| 2.487 | 2.698 | 2.767 | 2.982 | 3.929 | 4.119 | 4.341 |

График промене броја становника у току последњих година